# Iauanauà
La llengua iauanauà o yawanawá és parlada pel poble iauanauà, que habita la regió amazònica propera a la frontera entre el Perú, Brasil i Bolívia. Amb uns 450 parlants, es troba en situació vulnerable. Deriva de la llengua arara —com el iaminauà— inclosa en la família pano.